# میدر کاستیلو
میدر کاستیلو (انگلیسی: Maider Castillo؛ زادهٔ ۳ اوت ۱۹۷۶) بازیکن فوتبال اهل اسپانیا است.

وی همچنین در تیم‌های ملی فوتبال زنان اسپانیا و Basque Country women's national football team بازی کرده‌است.